# Schizopora flavipora
Schizopora flavipora är en svampart som först beskrevs av Berk. & M.A. Curtis ex Cooke, och fick sitt nu gällande namn av Leif Ryvarden 1985. Schizopora flavipora ingår i släktet Schizopora och familjen Schizoporaceae.   Inga underarter finns listade i Catalogue of Life.
I den svenska databasen Dyntaxa används istället namnet Hyphodontia flavipora för samma taxon.  Arten har ej påträffats i Sverige.